# كارول فيليبس
كارول فيليبس (بالإنجليزية: Carol Philips)‏ هي متركمجة أمريكية، ولدت في 1966.